# Ammoxenulus
Ammoxenulus är ett släkte av insekter. Ammoxenulus ingår i familjen vårtbitare.
Kladogram enligt Catalogue of Life:
| Ammoxenulus | \| \| Ammoxenulus desertus \| \| \| \| \| \| Ammoxenulus pavlovskii \| \| \| \| |
|             | \| \| Ammoxenulus desertus \| \| \| \| \| \| Ammoxenulus pavlovskii \| \| \| \| |
|             | Ammoxenulus desertus                                                            |
|             |                                                                                 |
|             | Ammoxenulus pavlovskii                                                          |
|             |                                                                                 |